# Panasewicz (album)
Panasewicz – pierwszy solowy album Janusza Panasewicza, wydany 19 września 2008 roku. Singlami promującymi płytę były piosenki: „Po co słowa”, „Obudź się” oraz „Włóczykij”.
Nagrania dotarły do 12. miejsca zestawienia OLiS.

## Lista utworów
1. „Obudź się” – 3:31
2. „Po co słowa” – 3:29
3. „Serce jak głaz” – 4:21
4. „Rio” – 2:56
5. „Olecko” – 3:40
6. „Irlandzkie serce” – 3:36
7. „Włóczykij” – 3:41
8. „Zapomniałaś” – 3:14
9. „Wielki świat” – 3:55
10. „Przystanek” – 3:47
11. „Nadzieja się nie kończy” – 4:25

## Muzycy
| - Janusz Panasewicz – śpiew - Grzegorz Jędrach – gitara - Bogdan Kowalewski – gitara basowa, gitara - Rafał Gorączkowski – instrumenty klawiszowe - Łukasz Dudewicz – gitara basowa | - Piotr Winnicki – gitara - Rafał Klimczuk – perkusja - Magda Wójcik – śpiew - Agnieszka Stajkowska – śpiew |
| | Zobacz kolekcję cytatów z albumu w Wikicytatach                                                             |